# André Marsac
André Marsac a été membre de la Résistance française. Il a été arrêté par l'agent de l'Abwehr Hugo Bleicher, qui s'est servi de lui pour capturer Peter Churchill et Odette Sansom. 
Il a également, dans des circonstances peu claires, égaré une liste comprenant 50 à 200 noms de membres du réseau CARTE, ce qui a immédiatement mis en alerte l'Abwehr et la Gestapo[réf. nécessaire].